# Anette Langner

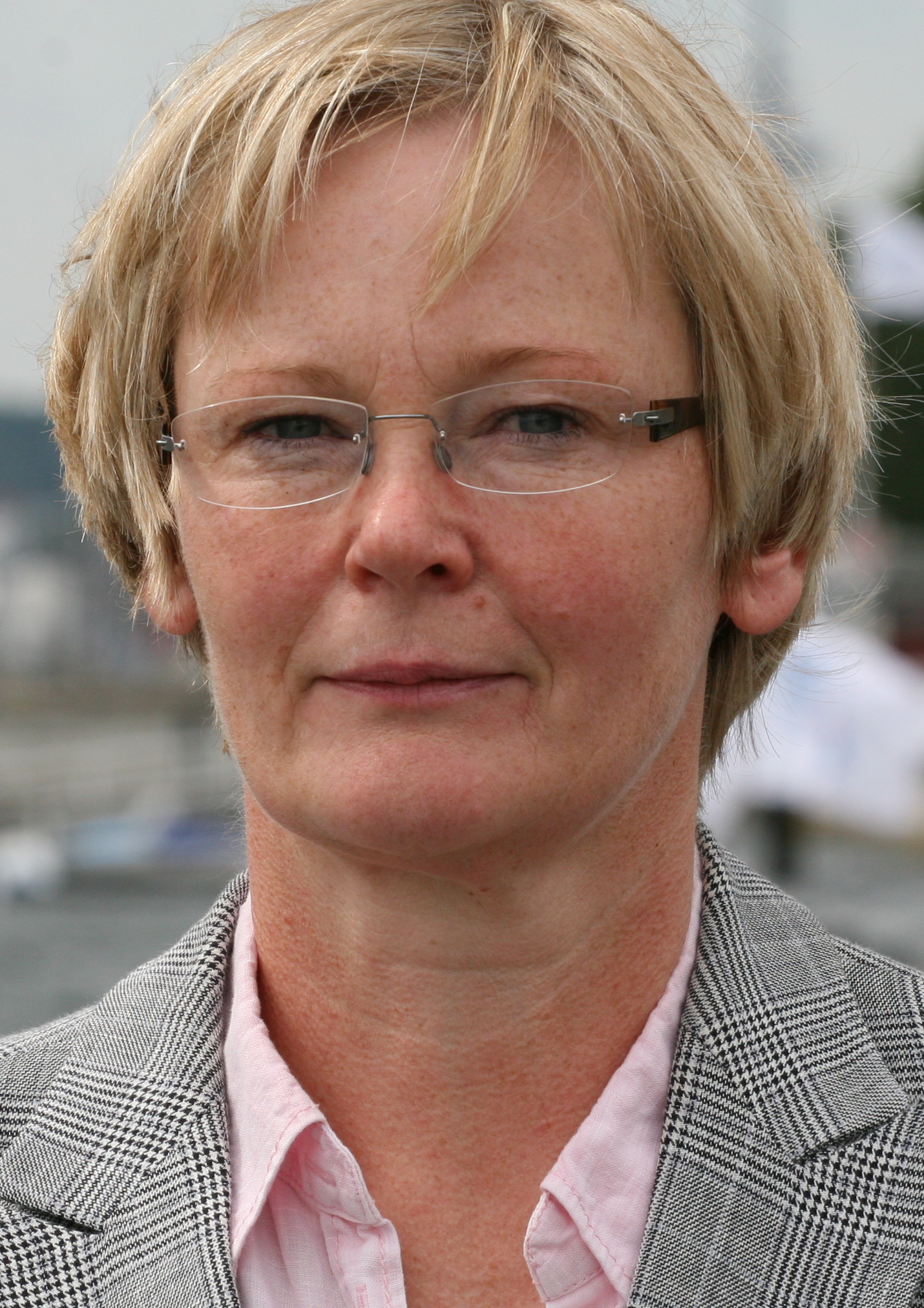
Anette Langner (2012)

Anette Langner (* 15. August 1961 in Stuttgart) ist eine deutsche Politikerin (SPD).

## Leben und Beruf
Nach dem Abitur 1980 begann Anette Langner 1981 ein Studium der Rhetorik, Literaturwissenschaft und Geschichte an der Eberhard-Karls-Universität Tübingen, welches sie 1988 als Magister Artium (M.A.) beendete. Anschließend absolvierte sie bis 1990 eine Ausbildung zur Marketingassisstentin im Verlagswesen und war danach bis 1996 als Marketingassistentin und Medienberaterin bei Zeitschriftenverlagen und Agenturen tätig. 1996 wechselte sie als Referentin für Presse- und Öffentlichkeitsarbeit zur Kieler Beschäftigungs- und Ausbildungsgesellschaft KIBA GmbH und übernahm hier 1999 die Leitung des Bereichs Personalentwicklung.
Anette Langner trat 2002 in die SPD ein und war von 2005 bis 2013 Vorsitzende des SPD-Kreisverbandes Plön.

## Abgeordnete
Sie gehörte zwischen 2003 und 2010 der Gemeindevertretung von Schönberg an.
Von 2005 bis 2012 war Anette Langner Mitglied des Landtages von Schleswig-Holstein. Hier war sie stellvertretende Vorsitzende des Wirtschaftsausschusses und außerdem Beisitzerin im Vorstand der SPD-Landtagsfraktion. Bei der Landtagswahl 2005 erreichte Anette Langner 44,4 % der Erststimmen im Wahlkreis Plön-Nord, setzte sich damit mit knappem Vorsprung gegen den CDU-Kandidaten Werner Kalinka (44,3 %) durch und zog direkt in den Landtag ein.
Bei der vorgezogenen Landtagswahl am 27. September 2009 unterlag sie mit 33,3 % der Erststimmen dem CDU-Kandidaten Werner Kalinka (35,7 %), sie kam über die Landesliste in den Landtag. 2012 wurde sie im Wahlkreis Plön-Nord/Malente mit 39,9 % der Stimmen direkt in den Landtag gewählt. Mit der Ernennung zur Staatssekretärin legte sie ihr Landtagsmandat nieder.

## Öffentliche Ämter
Langner war vom 13. Juni 2012 bis zum 28. Juni 2017 Staatssekretärin im Ministerium für Soziales, Gesundheit, Wissenschaft und Gleichstellung des Landes Schleswig-Holstein für die Ministerin Kristin Alheit. Nach der Landtagswahl 2017 und dem Regierungswechsel wurde sie in den Ruhestand versetzt.